# دهانه باتاگایکا

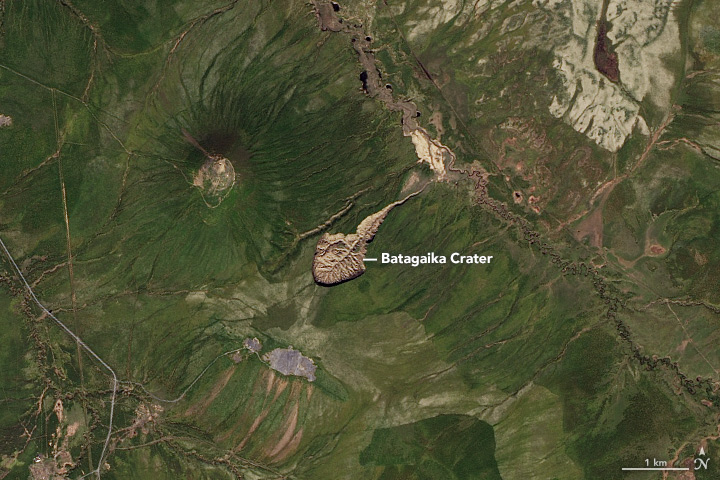
دهانه باتاگایکا، ۲۰۱۶

دهانه باتاگایکا یک فرورفتگی ترموکارستی در منطقه رشته‌کوه‌های چرسکی است. باتاگایکا، بزرگترین دهانه خاک منجمد در جهان محسوب می‌شود و در جمهوری یاقوتستان (سخا) فدراسیون روسیه قرار دارد.